# Coelichneumon clypeatus
Coelichneumon clypeatus là một loài tò vò trong họ Ichneumonidae.